# 汉娜·沃丁厄姆
汉娜·沃丁厄姆（英語：Hannah Waddingham，1974年7月28日—），英国女演员和歌手，知名于其对西区剧院音乐剧所作出的贡献。其中，她在伦敦首演版《蒙提·派森之火腿骑士》、2010年摄政公园重演版《步入森林》及2011年音乐剧《绿野仙踪》（饰演西国魔女）中的表现尤为出色。她获得过三项奥利维尔奖提名。2015年，她加入了HBO电视剧《权力的游戏》第五季的演员阵容，饰演乌尼亚修女一角。此外，她还出演了2012年故事片《悲惨世界》，在2018年心理惊悚片《冬脊》中饰演主要角色。
2020年起，沃丁厄姆在Apple TV+喜剧系列《泰德拉索：錯棚教練趣事多》中担任球隊老闆莉碧嘉一角。她凭借此剧在2021年贏得艾美獎最佳喜劇類劇集女配角，2022年又贏得了评论家选择电视奖最佳喜剧女配角。

## 生平
沃丁厄姆出生在伦敦的旺兹沃思。她的外祖父母和母亲梅洛迪·凯利都是歌剧歌手，她认为这对自己进入演出行业有着很大的影响。毕业于现场及纪录艺术学院的沃丁厄姆在西区剧院有着成功的职业生涯，包括她在《太空家庭罗宾逊》中饰演的斯塔伯德，以及在《劳特累克》中饰演的苏珊·瓦拉东。

## 職業生涯
沃丁厄姆在《蒙提·派森之火腿骑士》于伦敦和百老汇的演出中都饰演了湖中妖女一角。她凭借这一角色获得了奥利维尔奖提名。她在2008年伦敦重演版《小夜曲》中饰演德西丽·阿姆费尔特一角并获得了高度评价，一位评论家更形容其为“音乐剧界的乔安娜·林莉”。沃丁厄姆随后在2010年凭借她在该剧中的出色表现再次获得奥利维尔奖最佳音乐剧女演员提名。
2010年年中，沃丁厄姆在《步入森林》于摄政公园露天剧场的演出中饰演女巫一角。
2011年3月1日，伦敦守护神剧院上演了西区剧院版音乐剧《绿野仙踪》，沃丁厄姆在剧中首演西国魔女这一角色。她于2011年9月4日退出该剧的演出。沃丁厄姆凭借她在该剧中的表现获得了WhatsOnStage.com剧院观众选择奖最佳音乐剧女配角。
2012年，沃丁厄姆主演了奇切斯特节日剧院重演版《吻我，凯特》。该剧的演出场地于同年11月转移到伦敦南岸的旧维克剧场。

## 個人生活
沃丁厄姆是一位單親媽媽，有一個名為Kitty的女兒。

## 影视作品

### 电视
| 年份       | 剧名                     | 角色                        | 备注                                   |
| ---------- | ------------------------ | --------------------------- | -------------------------------------- |
| 2002       | 冤家成双对               | 珍妮·多伯特                 |                                        |
| 2003，2006 | 我的英雄                 | 卢拉 / 米兰达 / Thermowoman |                                        |
| 2005       | 威廉和玛丽               | 佩内洛普                    |                                        |
| 2005       | 足球运动员之妻           | 乔尔斯                      |                                        |
| 2005       | 圣橡镇少年：放手         | 罗伯逊夫人                  |                                        |
| 2006       | The Only Boy for Me      | 梅丽莎                      | 电视电影                               |
| 2008       | 医者心                   | 迪克西·戴德曼               |                                        |
| 2009       | 校园特务                 | 阿兰娜·西克罗斯             | 1集                                    |
| 2010       | 马普尔小姐探案           | 洛拉·布鲁斯特               | 1集                                    |
| 2010－2011 | 我的一家人               | 凯蒂                        | 3集                                    |
| 2011       | 马普尔小姐探案           | 洛拉·布鲁斯特               | 1集                                    |
| 2011       | 别出去                   | 简                          | 1集                                    |
| 2012       | 不良教育                 | 洛雷塔                      | 1集                                    |
| 2014       | 贝尼多尔姆               | 托尼亚·戴克                 | 主要角色，7集（第六季）                |
| 2015       | 犯罪伙伴                 | 金发刺客                    | 3集；电视迷你剧                        |
| 2015－2016 | 权力的游戏               | 乌尼亚修女                  | 8集                                    |
| 2016       | The Entire Universe      | 自己                        |                                        |
| 2016       | 乔希                     | 菲利帕                      |                                        |
| 2017       | 十二只猴子               | 马格达莱纳                  |                                        |
| 2018－2019 | 氪星                     | 杰克斯·乌尔 / 塞拉·桑       | 常驻角色（第一季）；主要角色（第二季） |
| 2019 至今  | 性爱自修室               | 索菲亚·马尔凯蒂             | 配角                                   |
| 2020－2023 | 泰德拉索：錯棚教練趣事多 | 丽贝卡·韦尔顿               | 主要角色                               |
| 2021       | 骇人命案事件簿           | 米米·达格玛                 | 1集（第二十二季）                      |

### 电影
| 年份 | 片名         | 角色                   | 备注 |
| ---- | ------------ | ---------------------- | ---- |
| 2008 | 如何众叛亲离 | 伊丽莎白·马多克斯      |      |
| 2012 | 悲惨世界     | 厂工                   |      |
| 2018 | 冬脊         | 乔安妮·希尔            |      |
| 2019 | 偷心女盗     | 酒吧女郎#1（设拉子酒） |      |

## 音乐作品
2000年10月，沃丁厄姆以“汉娜”的名义发表了单曲《Our Kind of Love》，它在英国单曲排行榜上的最高排名是第41位。
Pop! Records于2002年5月发行了《太空家庭罗宾逊》的原声带，沃丁厄姆在带中为斯塔伯德一角献声。

## 奖项与提名
| 年份 | 奖项                        | 类别                   | 作品                     | 结果 | Ref.   |
| ---- | --------------------------- | ---------------------- | ------------------------ | ---- | ------ |
| 2007 | 劳伦斯·奥利维尔奖           | 最佳音乐剧女演员       | 蒙提·派森之火腿骑士      | 提名 | [ 19 ] |
| 2010 | 劳伦斯·奥利维尔奖           | 最佳音乐剧女演员       | 小夜曲                   | 提名 | [ 20 ] |
| 2013 | 劳伦斯·奥利维尔奖           | 最佳音乐剧女演员       | 吻我，凯特               | 提名 | [ 21 ] |
| 2021 | 第27届美国演员工会奖        | 最佳喜剧类集体演出     | 泰德拉索：錯棚教練趣事多 | 提名 | [ 22 ] |
| 2021 | 第11届评论家选择电视奖      | 最佳喜剧女配角         | 泰德拉索：錯棚教練趣事多 | 獲獎 | [ 23 ] |
| 2021 | 第1届好莱坞影评人协会电视奖 | 最佳流媒体类喜剧女配角 | 泰德拉索：錯棚教練趣事多 | 待定 | [ 24 ] |
| 2021 | 国际线上影院奖              | 最佳喜剧女配角         | 泰德拉索：錯棚教練趣事多 | 獲獎 |        |
| 2021 | 第73届黄金时段艾美奖        | 最佳喜剧女配角         | 泰德拉索：錯棚教練趣事多 | 獲獎 | [ 25 ] |
| 2021 | 第37届电视评论家协会奖      | 喜剧个人成就           | 泰德拉索：錯棚教練趣事多 | 待定 | [ 26 ] |